# Beuzeville-la-Guérard
Beuzeville-la-Guérard é uma comuna francesa na região administrativa da Normandia, no departamento de Sena Marítimo. Estende-se por uma área de 6,39 km². Em 2010 a comuna tinha 229 habitantes (densidade: 35,8 hab./km²).